# Franconville (Val-d'Oise)
Franconville ou Franconville-la-Garenne é uma comuna francesa situada no departamento de Val-d'Oise, na região da Ilha de França. É a quinta cidade do departamento por sua população.
Seus habitantes são chamados Franconvillois.

## Geografia

### Localização e comunas limítrofes
Franconville está localizada a vinte quilômetros ao noroeste de Paris, no Vale de Montmorency.

## Toponímia
Ao longo dos séculos, estas diferentes formas do nome de Franconville: Francorum Villa (1137), Francurtvilla (por volta de 1150), Francorvilla (1205), Franconvilla (1352), Franconville-la-Garenne (1382), Francovilla (1525), Franconville-la-Libre (1793).
Francorum Villa  pode ser traduzido para domínio dos Francos. Quanto à palavra garenne, ela vem do baixo latim warenna, refere-se a uma reserva de caça e foi sem dúvida adicionada para distinguir Franconville-la-Garenne de um outro Franconville-[aux-Bois], antigo senhorio "absorvido" no século XVIII pela paróquia de Saint-Martin-du Tertre.

## História

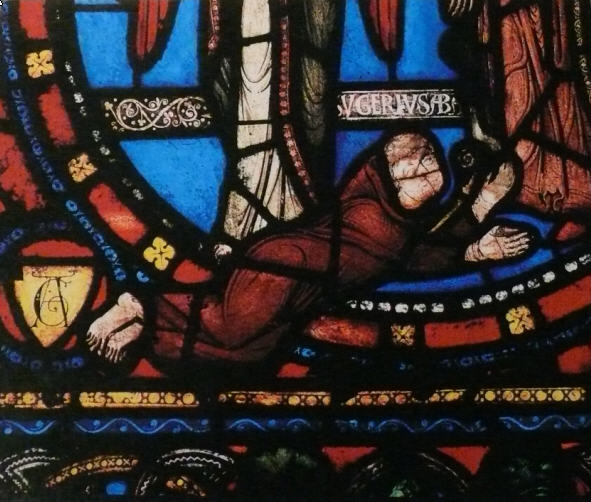
O abade Suger (1081-1151).

### Antiguidade e Idade Média
A história antiga de Franconville é muito mal conhecido. Em suas respectivas publicações, os historiadores locais divergem sobre a data da primeira menção do nome da comuna em arquivos. Hoje, são as teses dos Franconvillois André Vaquier que fazem autoridade: de acordo com ele, o nome de Franconville aparece pela primeira vez em 1137, ano da redação do testamento do abade Suger de Saint-Denis, senhor do tempo.
O historiador Henri Mataigne, no livro que ele dedica a Franconville, fala sobre uma data muito mais antiga, 860, mas não dá nenhuma indicação para localizar o documento a que se refere.
No entanto, a etimologia do nome da cidade (Francorum Villa: domínio dos Francos) inclina a pensar que a cidade já existia muito antes dos escritos do abade Suger. Ela se constitui sem dúvida ao longo do "grand chemin de Pontoise" (rue de Paris e rue du General Leclerc). O coração da "cidade" está localizado então no local da atual igreja. Mais a norte, separada da vila por terras de pousio, se encontra a chaussée Jules César, antiga estrada romana de Lutécia a Lillebonne, construída nos anos de 11-12 de nossa era.

Armas da família Bateste.

Bosque, pântanos e terras não cultivadas, é isto que constitui o ambiente imediato dos primeiros habitantes de Franconville. Refugiados nos flancos da butte de Cormeilles, ao abrigo de inundações, eles viviam, dificilmente, da lavoura e sem dúvida encontravam, graças ao "grande caminho", uma oportunidade para o comércio.
No século XI e no século XII, a terra de Franconville foi fragmentada entre vários senhores: a abadia de Saint-Denis, os barões de Montmorency, mas também a comenda dos templários de Cernay. Um dos vassalos dos barões de Montmorency, Guillaume Bateste, foi o primeiro senhor residente de Franconville identificado. No início do século XIII, este construiu um castelo de dimensões modestas, perto da atual rue de Cormeilles. Ele também é creditado com a construção da primeira igreja de Franconville. Finalmente, é nesta época que é fundado o leprosário Saint-Marc, ou malmaison, destinado a acomodar os leprosos.
No início do século XV, a vila pode contar 80 casas, reagrupadas perto da igreja, para uma população estimada em cerca de 300 almas. A grand’ route, em qualquer caso da sua parte na vila, já estava pavimentada. Mas os problemas deste tempo vão rapidamente tornar-lhes sentir os seus efeitos. De acordo com o testamento do último dos Bateste, datado de 1436, toda a região de Pontoise, com Franconville, foi devastada e queimada durante a Guerra dos Cem Anos. A igreja, destruída, foi reconstruída em 1450-1470.

### Renascimento e época moderna

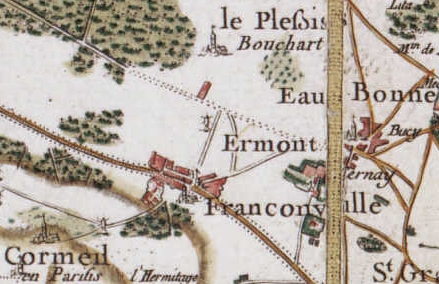
Franconville na carta de Cassini, por volta de 1780.

No final do século XVI, os tempos ainda eram pouco seguros, uma assembleia dos habitantes de Franconville votou as despesas de 600 moedas para colocar e fortificar a vila no meio das muralhas, portas, pontes levadiças, spurs e valas.
Mas, pouco a pouco, a cidade começa a se desenvolver. Graças à estrada principal, mais e mais popular, a agricultura e a hospitalidade está enfrentando um verdadeiro boom. Os cavalos de estações de retransmissão são o bem-estar dos proprietários e artesãos que se manter de carros e carruagens.

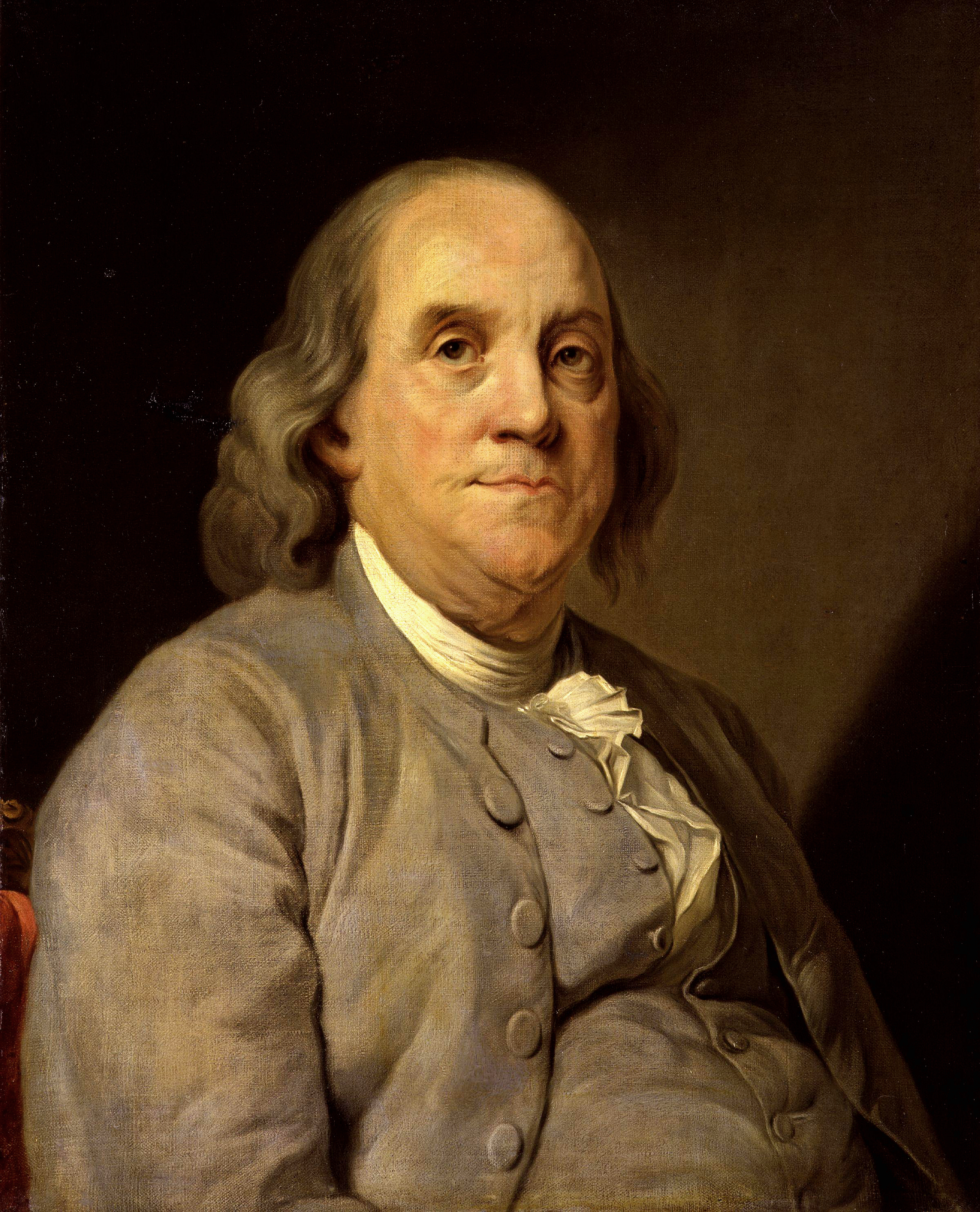
Benjamin Franklin.

No século XVIII, Franconville mesmo torna-se um lugar de residência buscada. Belas residências foram construídas, incluindo o château Cadete-de-Vaux (1758). As famílias ricas, burguesas ou nobres, vieram aí se instalar ou resolver ficar. Alguns dos moradores ou visitantes famosos deixaram uma lembrança da sua passagem: o químico Antoine-Alexis Cadet de Vaux, o homem de Estado americano Benjamin Franklin, o astrônomo Jean-Dominique Cassini... 
Durante a Revolução, Franconville é brevemente renomeada Franconville-la-Libre. O município de Franconville viu a luz do dia no domingo, 12 de agosto de 1787. Em 25 de fevereiro de 1789, os habitantes se reuniram para escrever seu caderno de queixas. O primeiro prefeito de Franconville, o estalajadeiro Gabriel Bertin, foi eleito em 6 de fevereiro de 1790. Um dos primeiros atos do novo município foi atrair a atenção das autoridades sobre a grande miséria dos habitantes. Na verdade, episódios de escassez de alimentos, até mesmo a fome, se multiplicaram nesta época, resultando em uma certa insegurança na cidade.

#### Senhores de Franconville
Alguns dos nomes, dispostos em ordem cronológica: Guillaume Bateste (1200), Pierre Bateste (1315), Nicolas Leclerc (1620), Louis de Giffart (1640), Jacques Boutet (1675), François Boutet (1710), conde de Longaunay (1755)...

### Época contemporânea
A ferrovia chegou em Franconville em junho de 1846 com a linha Paris - Pontoise, resultando assim como em todas as comunas do vale de Montmorency, de profundas mudanças. Um novo centro desenvolve-se nas imediações da estação, localizada a um quilômetro ao norte da vila no meio dos campos.

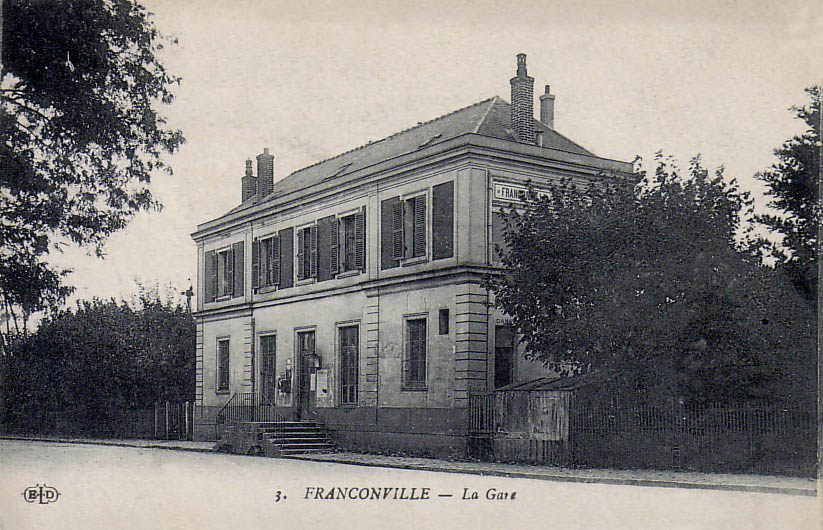
A estação por volta de 1900.

Os loteamentos apareceram no início do século XX. A igreja do século XV, caindo em ruínas, foi reconstruído em 1903.
Durante as décadas de 1960 e 1970, o centro da cidade foi inteiramente demolido e reconstruído de acordo com as ideias urbanísticas da época: muitos edifícios, bares e torres, foram construídos contribuindo para um forte aumento da população. Assim, ao longo dos anos, Franconville, tornou-se a 5ª comuna mais populosa do Val-d'Oise atrás de Argenteuil, Sarcelles, Cergy e Garges-lès-Gonesse.

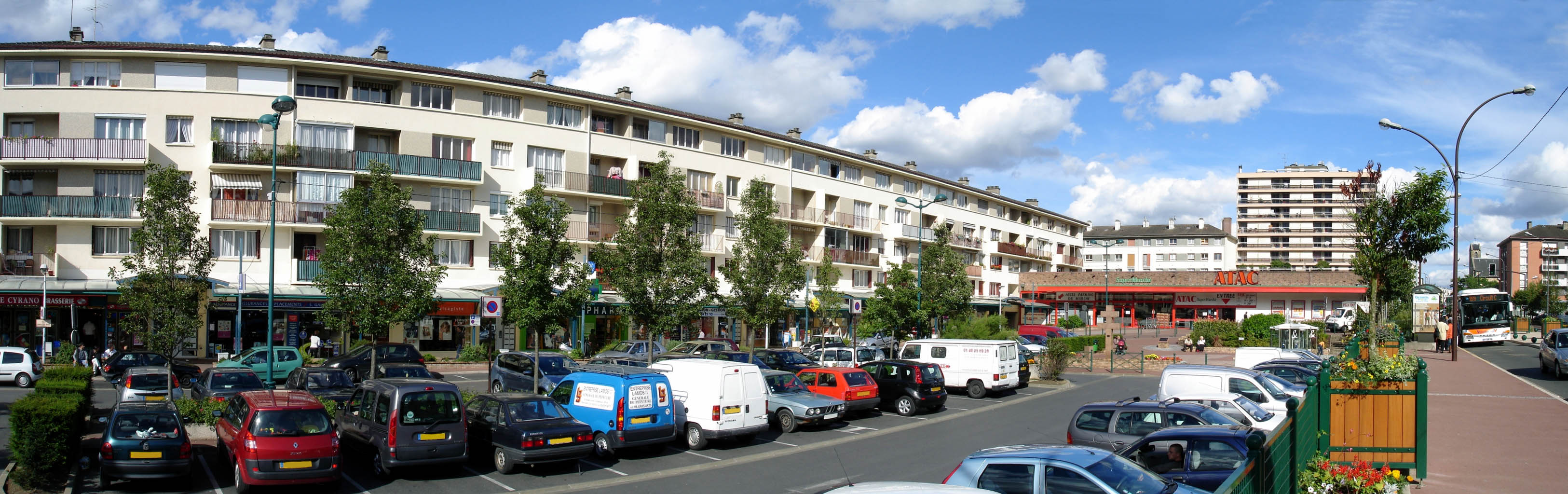
A place Charles-de-Gaulle no centro da cidade.

## Urbanismo

### Transportes

#### Rede de estradas

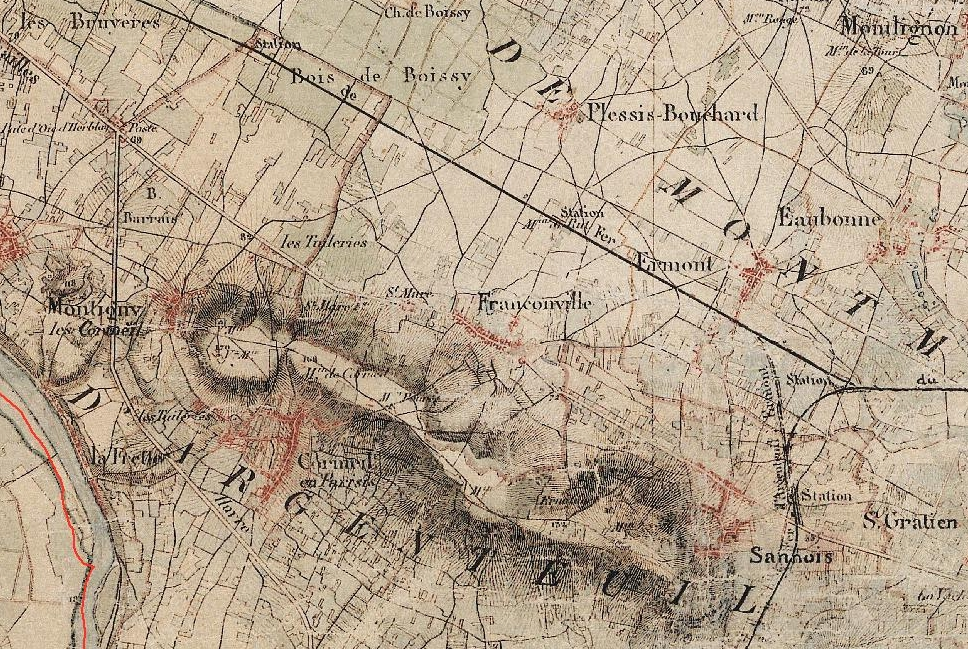
Mapa da França, dito de estado-maior, por volta de 1870.

A comuna é atravessada pela autoroute A15 que liga Gennevilliers a Cergy, a autoroute A115 de Franconville a Méry-sur-Oise e Auvers-sur-Oise e a route départementale 14, que liga Paris a Ruão via Pontoise e o Vexin.

#### Transporte ferroviário
Franconville é servida pela estação Franconville - Le Plessis-Bouchard situada em seu território.
A linha Paris - Pontoise atravessa a cidade desde 1846, tornada a linha H do Transilien Paris-Nord ligando a Gare du Nord a Pontoise. Além disso, Franconville é servida pela linha C do RER desde 1988.

#### Transporte público

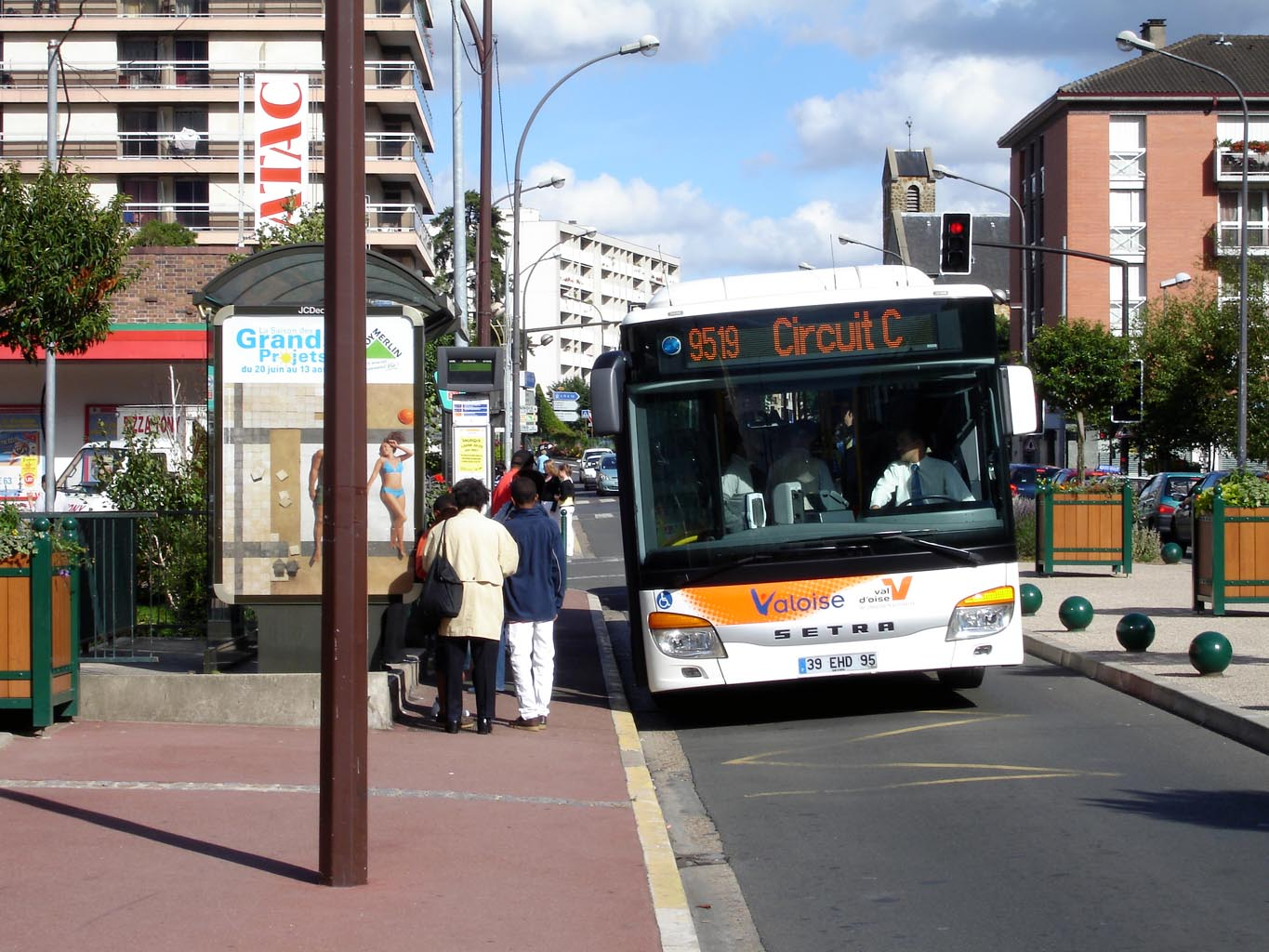
O ônibus 95-19 C, rue du General Leclerc.

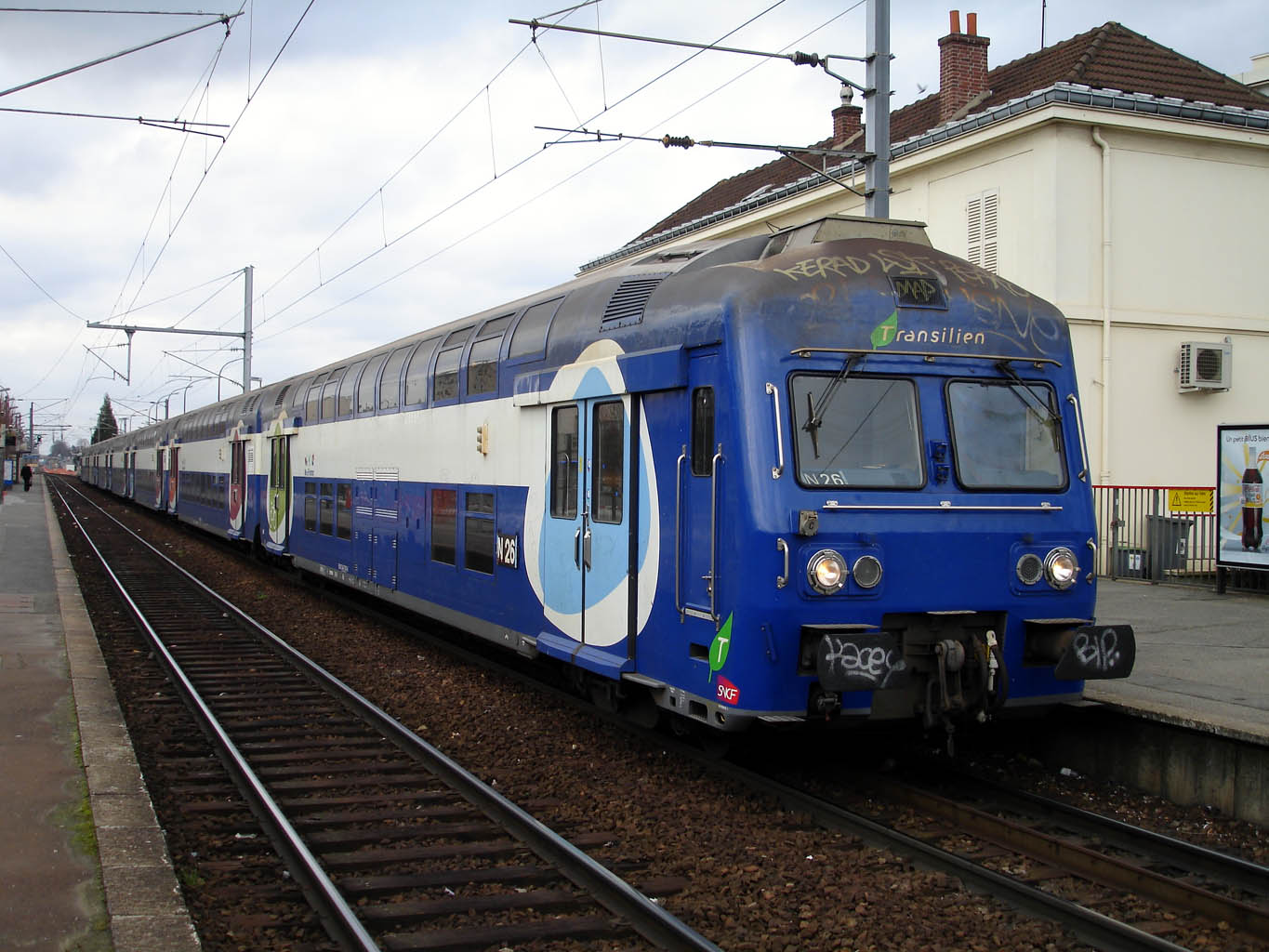
Um trem Transilien na estação de Franconville.

A cidade é servida por redes de ônibus Lacroix, da Régie Autonome des Transports Parisiens (RATP) e do Noctilien.
Valoise: 30.03, 30.49, 30.12, citéVal, 30.14, 30.35, 30.37
Busval d'Oise: 95.19A, 95.19B, 95.19C
RATP: 261
Noctilien: N150

## Geminação
- Viernheim (Alemanha) desde 1966, 32 884 habitantes (2005);
- Potters Bar (Reino Unido) desde 1973, 21 618 habitantes (2001).

## Cultura local e patrimônio

### Lugares e monumentos

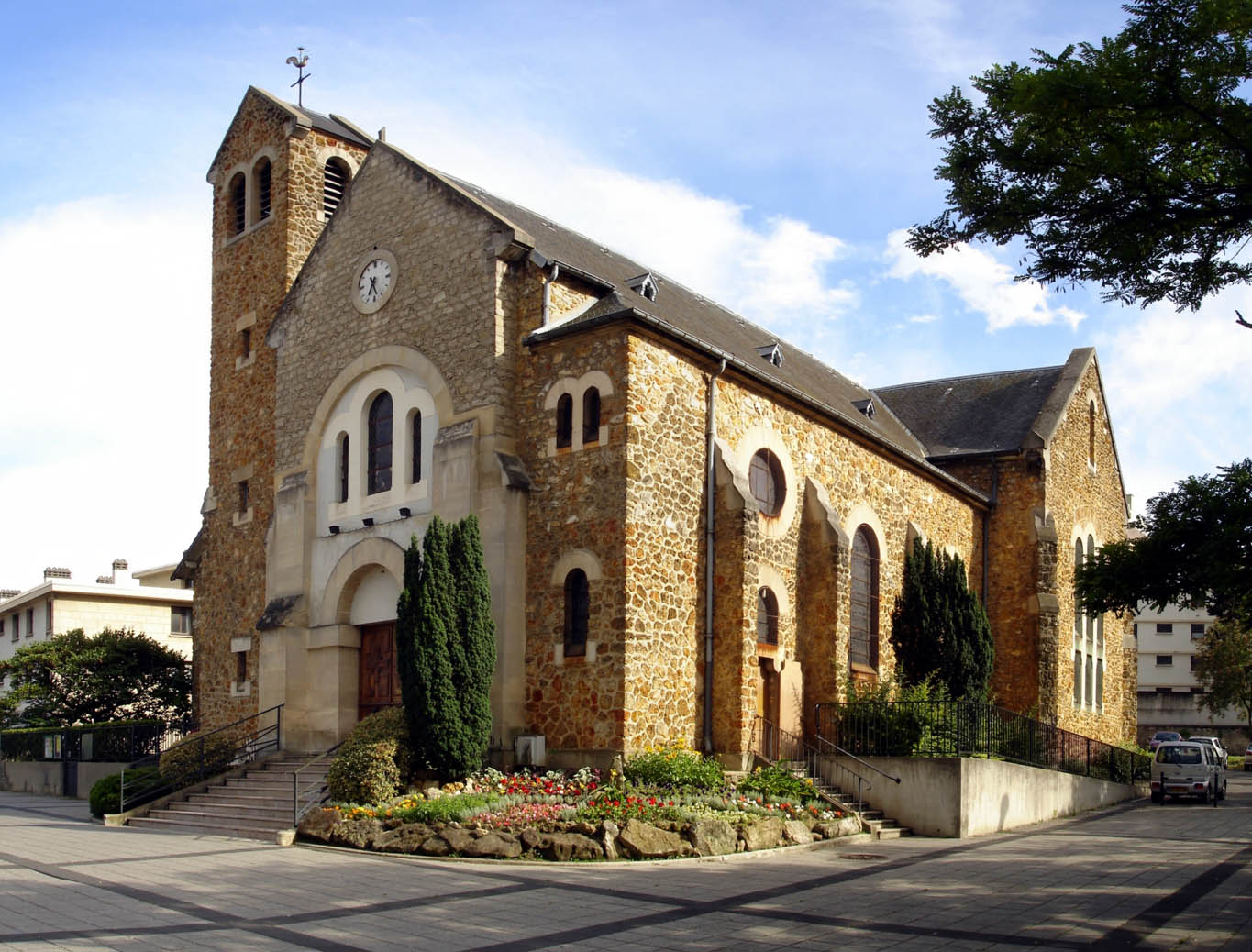
A igreja Sainte-Madeleine.

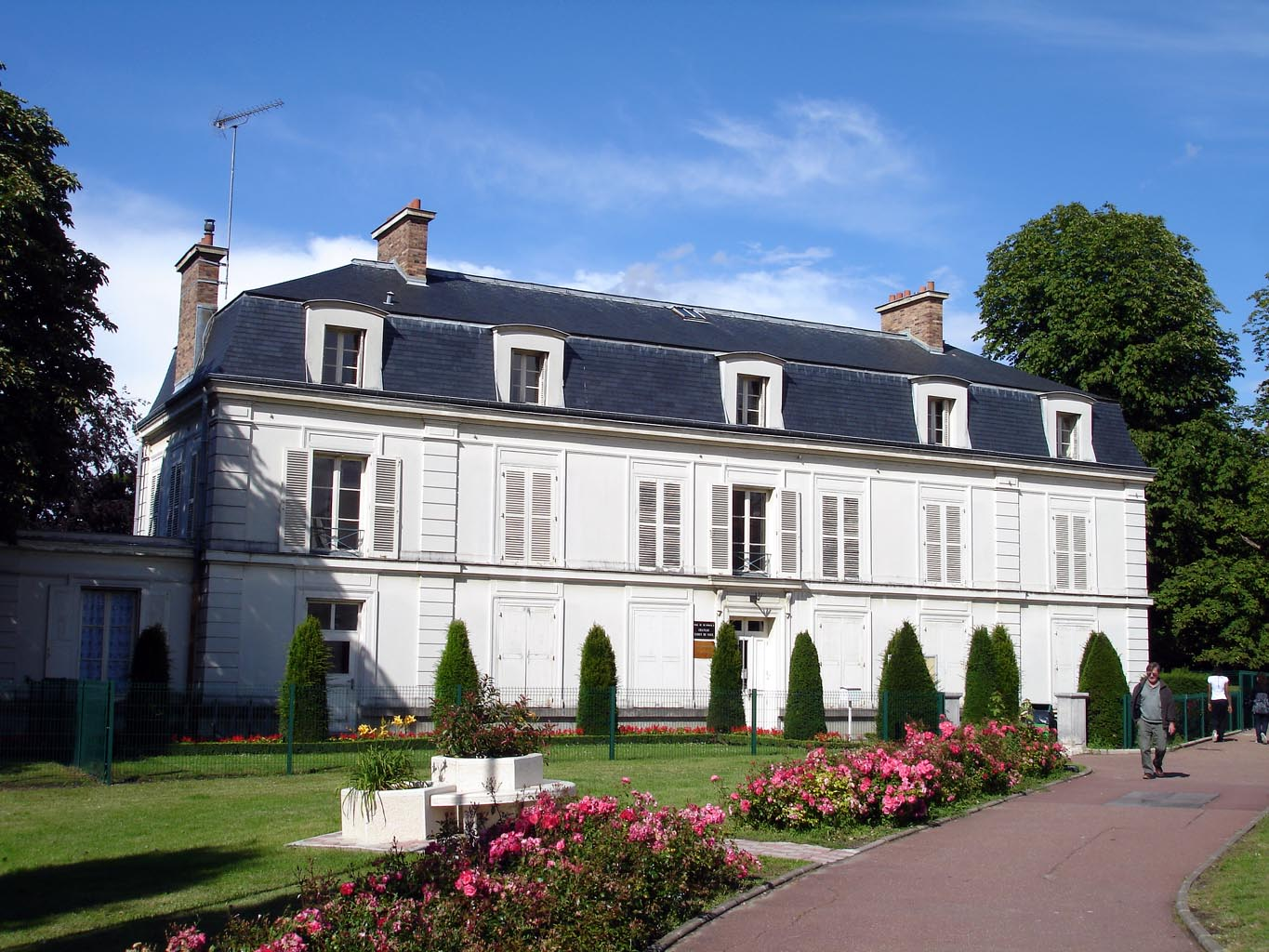
Château Cadet-de-Vaux.

A cidade não possui nenhum monumento histórico classificado ou inscrito no seu território.
- a igreja Sainte-Madeleine
- O château Cadete-de-Vaux: Característico do século XVIII, foi construído pela família Becquet em um vasto terreno, comprado pelos herdeiros da viúva de Couet de Montbayeux, advogado no Parlamento. Em seguida, foi adquirido no dia 22 de agosto de 1788 pelo estudioso e filantropo Antoine Alexis Cadet de Vaux , que lhe deu o seu nome. O domínio em seguida mudou muitas vezes de proprietários. Há também a casa de gelo do século XVIII e uma grande parte do parque paisageiro do século XVIII. Ele é plantado com muitos árvores excelentes: Ginkgo biloba, sequoia, pinheiros do Himalaia, cedros, faia púrpura, bem como um rio sinuoso que abriga patos e galinhas de água.
- A maison Suger: Ela foi construída por volta de 1850 pela família Baudouin. O pavilhão da ala norte foi ampliado por um notário, Blanchet, e seu genro Radius. Após a Segunda Guerra Mundial, a fundação Suger se instalou aí e lhe deu o seu nome. Ela deixou o lugar como resultado de dificuldades financeiras, para uma escola privada, ao ar livre, que fechou suas portas em 1970. Adquirida pelo município, foi renovada e abriga a escola municipal de música, de dança e de arte dramática.
- A estátua de Rebeca: ferro fundido pintado, adorna o maciço a direita da entrada da prefeitura, desde 1868 . Ela encimava originalmente uma fonte de pedra no meio de um cruzamento circular durante a criação do loteamento do Parc.
- O parc Cadet de Vaux, rue d'Ermont, está aberto todos os dias de 1 de outubro a 31 de março, das 8 h 30 às 18 h e de 1 de abril a 30 de setembro, das 8 h 30 às 20 h 30.
- O bois des Éboulures: Sobre 55 hectares, é um exemplo bem-sucedido de integração de uma área natural em um perímetro urbano.
- A cidade de Franconville foi premiada com duas flores no Concurso das Cidades e Aldeias floridas.

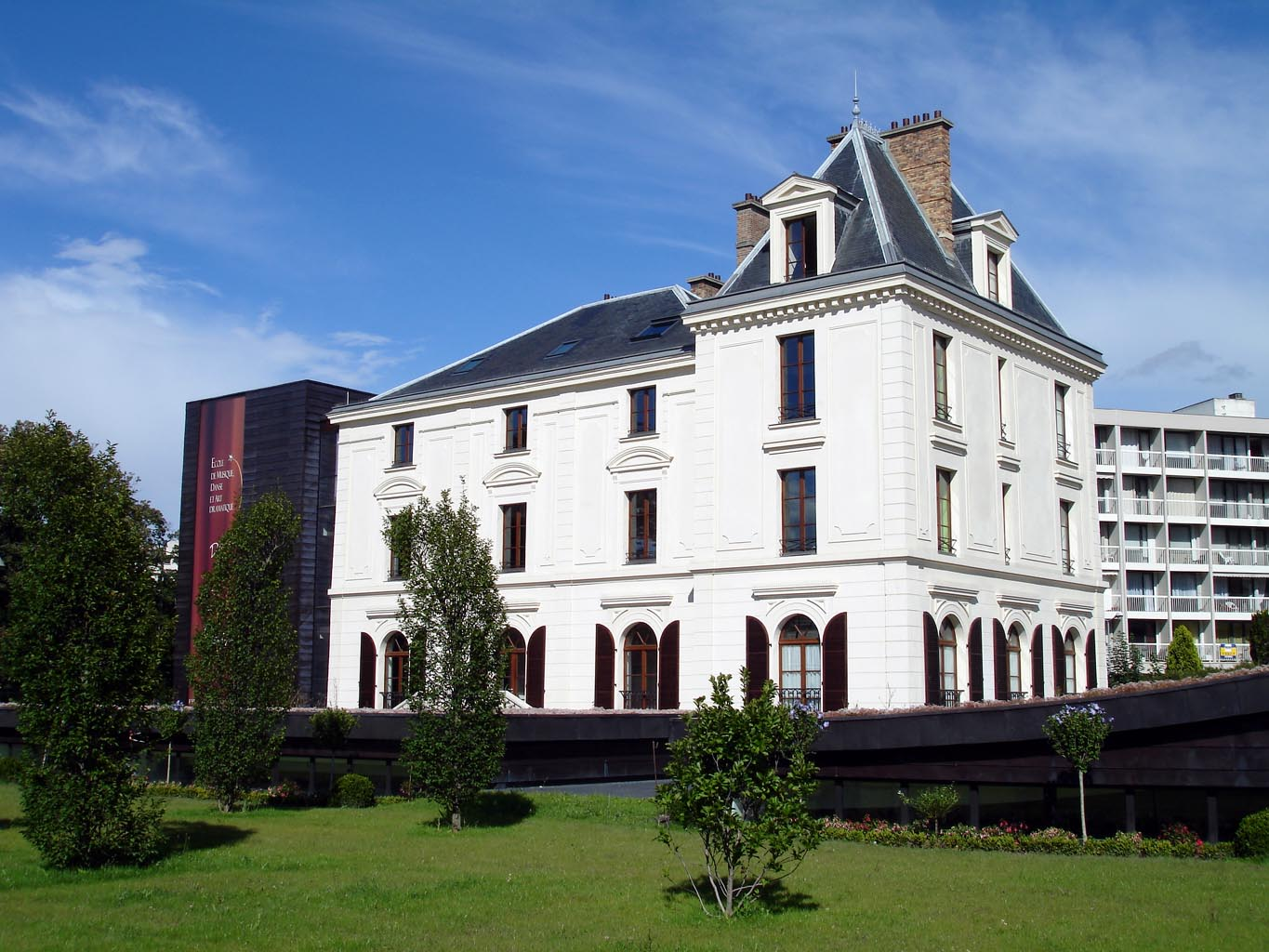
A Maison Suger.

### Personalidades ligadas à comuna

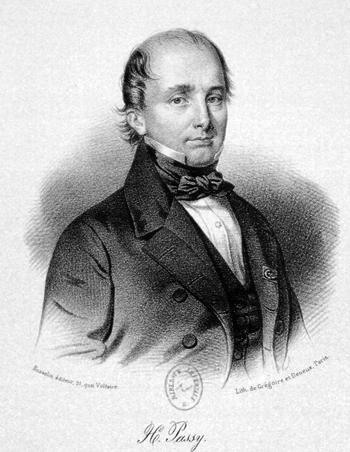
Hippolyte Passy.

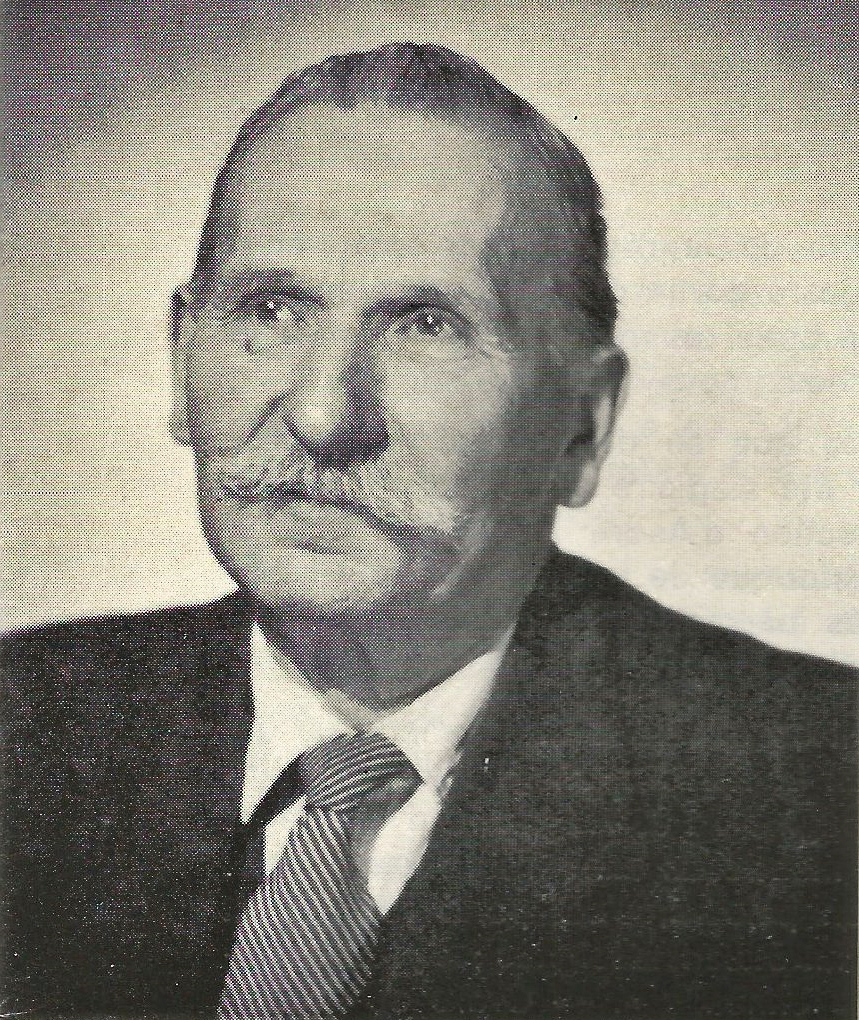
André Vaquier.

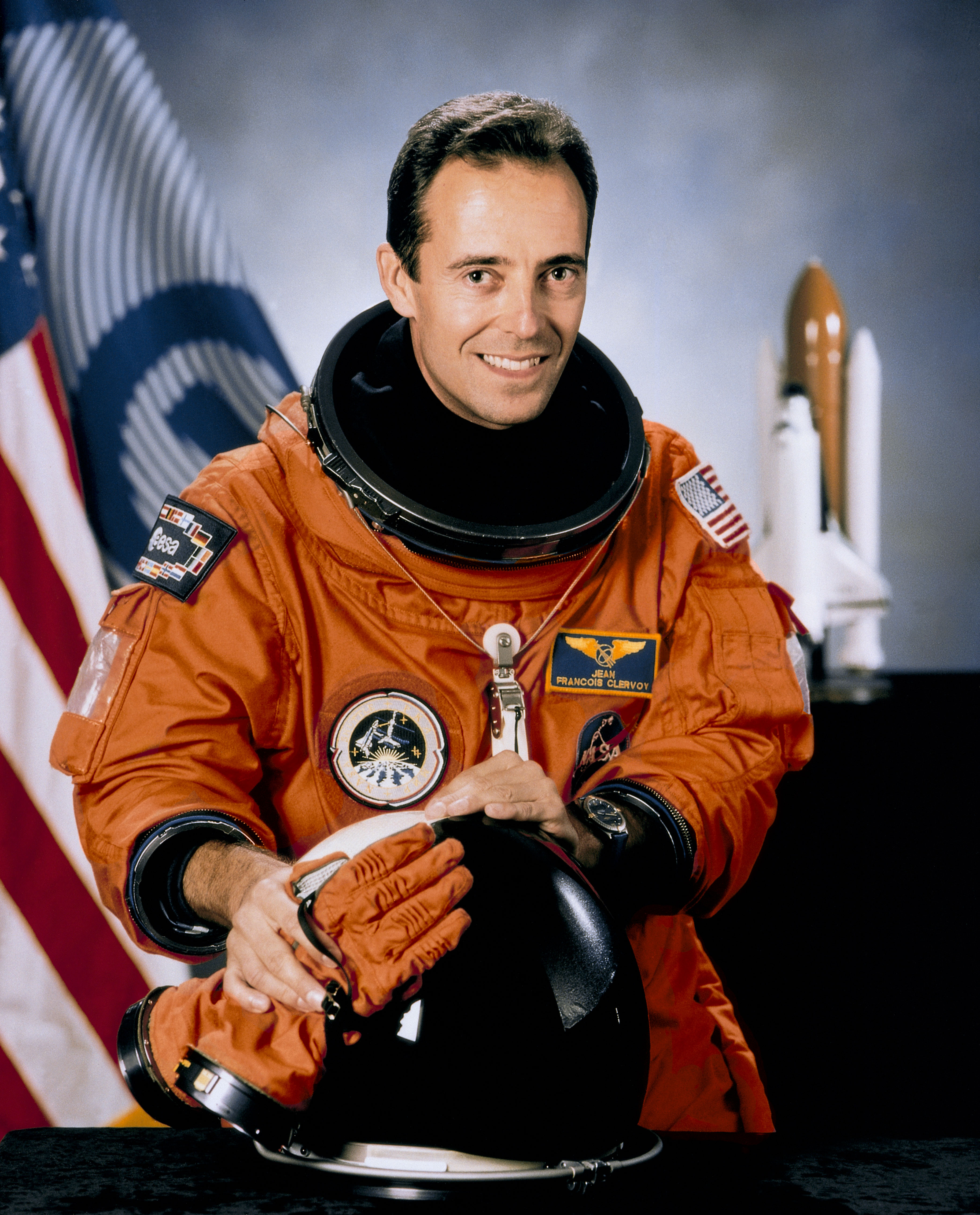
Jean-François Clervoy.

- Benjamin Franklin (1706-1790) aí fez várias visitas e estadias.
- Hippolyte Passy (1793-1880), várias vezes ministro e ex-presidente da Assembleia Nacional.
- Georges Leredu (1860-1943), várias vezes ministro, na década de 1920, onde foi prefeito, deputado e depois senador.
- Jean Daudin (início do século XIV-1382), canon francês, tradutor do poeta e humanista italiano Petrarca, nasceu em Franconville.
- Marcel l'Enfant [14](1884-1963), pintor pós-impressionista.
- André Vaquier (1886-1976), bibliotecário e historiador.
- Jean Daurand (1913-1989), comediante.
- Hassan Koubba (nascido em 1973), comediante.
- Lorie (nascida em 1982), cantora e comediante francesa.
- Massacra (1987-1997), grupo de Death Metal francês precursor do gênero.
- Stéphane Diagana (nascida em 1969) foi um membro do clube de atletismo de Franconville.
- David N'Gog (nascido em 1989), recentemente jogador jovem do grupo pro do Liverpool FC.
- Cassini de Thury (1714-1784), diretor do observatório, tem uma propriedade importante; essa foi vendida em 1781 para o conde d'Albon, que aí criou jardins extravagantes, hoje desaparecidos.
- Antoine-Alexis Cadet de Vaux (1743-1828), químico e filantropo.
- Jean-François Clervoy (nascido em 1958), astronauta francês da Agência Espacial Europeia (ESA) e antigo aluno do collège Bel-Air, o último colégio construído na comuna leva o seu nome.
- Jacques Baudoin (1630-1715), pároco de Franconville por 54 anos[15].